# Кобзар Валентин Володимирович
Кобзар Валентин Володимирович (19 липня 1949, Потоки — 21 лютого 2023, Київ) — інженер-каналізаційник, дослідник історії водопровідно-каналізаційних мереж, краєзнавець, автор та керівник музею каналізації .

## Життєпис
Валентин Кобзар народився у селі Потоки у робітничій сім'ї. 1950 року родина переїхала до Кременчука, точніше до правобережного району Крюків.
1956 року вступив до школи № 8 міста Кременчук, з 1960 року навчався у школах № 10 та № 14. Останню закінчив 1967 року (з золотою медаллю).
1967 року вступив на санітарно-технічний факультет Полтавського інженерно-будівельного інституту, який закінчив 1972 року за спеціальністю інженер-сантехнік (диплом із відзнакою).
1972 року переїхав до Києва і почав працювати у службі каналізації Київводоканалу. Водночас ще у 70-80-х роках виступав із публікаціями з інженерно-технічних питань. У першій половині 1970-х років захоплювався малюванням, створив серію визначних місць Києва пером та олією.
1990 року розпочав роботу над створенням музею історії каналізації міста Києва, який було урочисто відкрито 1994 року. Брав участь у створенні першого в Україні Водно-інформаційного центру (2003 рік).
Вперше виступив з публікаціями 1974 року. Виступав з публікаціями у спеціалізованих виданнях («Вода і водоочисні технології», «Водопостачання і водовідведення», «Полимерные трубы», «Ринок інсталяцій» тощо), є автором або співавтором 20 монографій, присвячених темі водопостачання та водовідведення. Загалом же є автором або співавтором майже 160 публікацій.
Працював над реєстром збережених та втрачених пам'яток водопроводу та каналізації (водонапірні башти, насосні станції, водозабірні споруди, фільтри, фонтани), планував видати зведену працю, присвячену цим спорудам.
Окремим інтересом є вивчення історії Кременчука, що відобразилося у ряді виступів на конференціях. Багато років працював над запланованою енциклопедією з історії Кременчука, підготував у рукописі значну кількість статей на різні теми.
2014 року Публічною бібліотекою ім. Лесі Українки підготовлено біобібліографічний покажчик робіт автора (понад 170 робіт).
Пішов з життя у Києві в ніч з 20 на 21 лютого 2023 року. Похований 23 лютого 2023 року на Лісовому кладовищі.

## Обрані праці
- Канализация Киева. 1894—1994 гг. Кобзарь В. В., Царик Н. Ф., Кисленко П. Л. — К., 1994;
- Російсько-український словник з водопостачання та водовідведення. Кобзар В. В., Бурлай В. А, Царік М. Ф. — К., 1996;
- Водопостачання Києва. 1872—1997. Кобзар В. В., Петімко П. І., Царик М. Ф., Кириченко О. І. — К., 1997;
- Водоснабжение и водотведение: энциклопедия. Сост. Кобзарь В. В., Кобзарь А. В. — К., 2002;
- Водовідведення Києва 1894—2010. — К., 2010;
- Хронологія побудови систем централізованого водопостачання та водовідведення в населених пунктах світу (співавтор Олександр Михайлик). - К., 2019.